# ÖBB 5145 sorozat
Az ÖBB 5145, becenevén Blauer Blitz, egy osztrák B'2' tengelyelrendezésű dízel motorvonat. 1952 és 1957 között gyártotta a Simmering-Graz-Pauker. Összesen 12 db épült az ÖBB részére, 4 pedig exportra. Az export meghiúsult, így ezeket is az ÖBB vette állagba.
A motorvonatokat nemzetközi és belföldi expressz útvonalak kiszolgálására használták, elsősorban Bécs és Velence, majd Bécs és Berlin között. Ahogy egyre több és több fővonalat villamosítottak, a motorkocsik is egyre inkább a belföldi útvonalakra szorult vissza, utoljára az 1990-es években az alsó-ausztriai Weinviertelbe. 1997-ben az utolsót is kivonták a forgalomból.
Több járművet is sikerült megőrizni a muzeális célra, ezek kibérelhetőek bármilyen különvonati útra. Rendszeres vendégek Magyarországon is nosztalgiavonatokként.